# Кроуфорд (округ, Міссурі)
Шаблон:StateAbbr_ 37°59′ пн. ш. 91°18′ зх. д. / 37.98° пн. ш. 91.3° зх. д.
Округ  Кроуфорд (англ. Crawford County) — округ (графство) у штаті Міссурі, США. Ідентифікатор округу 29055.

## Історія
Округ утворений 1829 року.

## Демографія
За даними перепису 
2000 року 
загальне населення округу становило 22804 осіб, зокрема міського населення було 4316, а сільського — 18488.
Серед мешканців округу чоловіків було 11245, а жінок — 11559. В окрузі було 8858 домогосподарств, 6354 родин, які мешкали в 10850 будинках.
Середній розмір родини становив 3.
Віковий розподіл населення поданий у таблиці:
| Стать    | До 15 років | 15-21 | 22-29 | 30-39 | 40-49 | 50-65 | 65-85 | Понад 85 |
| -------- | ----------- | ----- | ----- | ----- | ----- | ----- | ----- | -------- |
| Чоловіки | 2502        | 1139  | 934   | 1557  | 1645  | 1883  | 1453  | 132      |
| Жінки    | 2377        | 1067  | 978   | 1578  | 1649  | 1893  | 1714  | 303      |

## Суміжні округи
- Франклін — північ
- Вашингтон — схід
- Айрон — південний схід
- Дент — південь
- Фелпс — захід
- Ґасконейд — північний захід

## Виноски
1. ↑  U.S. Decennial Census. United States Census Bureau. Архів оригіналу за 26 квітня 2015. Процитовано 14 листопада 2014.
2. ↑  Historical Census Browser. University of Virginia Library. Архів оригіналу за 11 серпня 2012. Процитовано 14 листопада 2014.
3. ↑  Population of Counties by Decennial Census: 1900 to 1990. United States Census Bureau. Архів оригіналу за 3 грудня 2014. Процитовано 14 листопада 2014.
4. ↑  Census 2000 PHC-T-4. Ranking Tables for Counties: 1990 and 2000 (PDF). United States Census Bureau. Архів оригіналу (PDF) за 18 грудня 2014. Процитовано 14 листопада 2014.
5. ↑  State & County QuickFacts. United States Census Bureau. Архів оригіналу за 9 липня 2011. Процитовано 7 вересня 2013.(англ.) Наведено за англійською вікіпедією.
6. ↑  American FactFinder. Бюро перепису населення США. Архів оригіналу за 29 липня 2011. Процитовано 31 січня 2008.

| США | Це незавершена стаття з географії США. Ви можете допомогти проєкту, виправивши або дописавши її. |